# ثيوبالد الأول، كونت بار
ثيوبالد الأول (الفرنسية:Thibaut or Thibauld de Bar "تيبو"؛ 1158 - 13 فبراير 1214)؛ كان كونت بار منذ 1190 حتى وفاته، وأيضا دوق لوكسمبورغ منذ 1197 حتى وفاته، هو ابن رينو الثاني دي بار وأغنيس ابنة ثيوبالد الثاني كونت شامبانيا، تولى المنصب بعد مقتل شقيقه هنري الأول أثناء حصار عكا.
عقب زواجه الثالث سعى ثيوبالد إلى استعادة أراضي زوجته في لوكسمبورغ ودوربي ولاروش، وقد نال موافقة فيليب الشوابي. ثم قام بمحاصرة إحدى القلاع في نامور، قبل أن يجتمع مع فيليب دي نامور وشقيقه بالدوين للتفاوض حول المناطق المتنازع عليها، فانتهى الأمر بتنازلهما عنها، وبذلك اعترف به دوقاً رسمياً.
خلال الحملة الصليبية على الكثار قاد ثيوبالد جيشاً لتعزيز قوات سيمون دي مونتفورت خلال حصار تولوز في يونيو 1211.
وبعد وفاته سنة 1214، خلفه ابنه الذكر الوحيد من زواجه الثاني هنري الثاني، أما أرملته فتزوجت لاحقاً من فاليران الثالث دوق ليمبورخ، ورُزقا بعدة أبناء بقوا على قيد الحياة

## الزواج والأبناء
تزوج ثيوبالد ثلاثة مرات:-
- في 1176 تزوج من لوريت من لون؛ وأنجبت له ابنة واحدة:-

1. أغنيس (توماسيا) (حوالي.1177 - 19 يونيو 1226)؛ تزوجت من فريدريك الثاني دوق لورين.

- حوالي 1189 تزوج من إرمينسيند دي بار-سور-سين، تطلقوا في ؛ وأنجبت له 1195:-

1. أغنيس (توفيت.1225)؛ تزوجت من هيو سينيور شاتيون.
2. هنري الثاني كونت بار (1190 - 13 نوفمبر 1239).
3. مارغريت (حوالي.1192 - بعد.1259)؛ تزوجت من هاينريش فون سالم، سينيور فيفر.

- وفي 1197 تزوج من إرميسيند اللوكسمبورغية؛ وأنجبت له:-

1. رينو (توفي قبل 1214)، حاكم بريي.
2. إليزابيث (توفيت 1262)، تزوجت من فاليران من ليمبورخ لورد مونشاو.
3. مارغريت، تزوجت لأول مرة هيو الثالث كونت فوديمونت (توفي 1243)؛ ثم تزوجت في وقت لاحق من هنري من بوا حاكم فوديمونت (الوصي).
4. هنري (توفي.1214)؛ حاكم بريي، أرانسي، مارفيل.
5. ابنة (توفيت قبل 1214).